# Liste der Biografien/Nam
Liste der Biografien |
Portal Biografien |
Personensuche
# |
A |
B |
C |
D |
E |
F |
G |
H |
I |
J |
K |
L |
M |
N |
O |
P |
Q |
R |
S |
T |
U |
V |
W |
X |
Y |
Z |
?
 
Na |
Nb |
Nc |
Nd |
Ne |
Nf |
Ng |
Nh |
Ni |
Nj |
Nk |
Nl |
Nm |
Nn |
No |
Nr |
Ns |
Nt |
Nu |
Nv |
Nw |
Nx |
Ny |
Nz
 
Naa |
Nab |
Nac |
Nad |
Nae |
Naf |
Nag |
Nah |
Nai |
Naj |
Nak |
Nal |
Nam |
Nan |
Nao |
Nap |
Naq |
Nar |
Nas |
Nat |
Nau |
Nav |
Naw |
Nax |
Nay |
Naz
Die Liste der Biografien führt alle Personen auf, die in der deutschsprachigen Wikipedia einen Artikel haben. Dieses ist eine Teilliste mit 150 Einträgen von Personen, deren Namen mit den Buchstaben „Nam“ beginnt.

## Nam
- Nam Thuam, Herrscher von Chiang Mai (Lan Na), heutiges Nord-Thailand
- Nam, Duck-woo (1924–2013), südkoreanischer Politiker
- Nam, Eric (* 1988), koreanisch-amerikanischer Sänger
- Nam, Gon (1471–1527), koreanischer Politiker und neokonfuzianischer Philosoph
- Nam, Gyu-ri (* 1985), südkoreanische Schauspielerin und Sängerin
- Nam, Hyun-hee (* 1981), südkoreanische Florettfechterin
- Nam, Hyun-woo (* 1985), südkoreanischer Tennisspieler
- Nam, Il (1913–1976), nordkoreanischer Politiker und Militär
- Nam, Ji-hyun (* 1995), südkoreanische Schauspielerin
- Nam, Ji-sung (* 1993), südkoreanischer Tennisspieler
- Nam, Joo-hyuk (* 1994), südkoreanischer Schauspieler und ModelNam Joo-hyuk (* 1994)

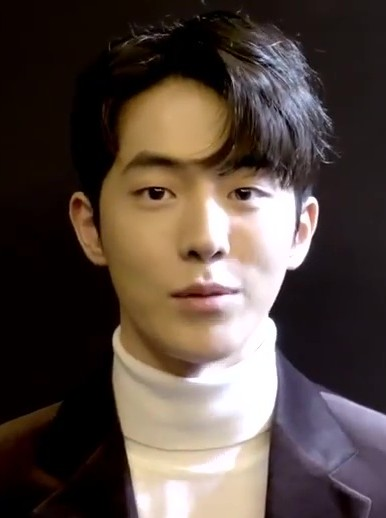
Nam Joo-hyuk (* 1994)

- Nam, Ki-il (* 1974), südkoreanischer Fußballspieler und -trainer
- Nam, Ki-won (* 1966), südkoreanischer Behindertensportler im Tischtennis
- Nam, Kok (1939–2012), mosambikanischer Fotojournalist
- Nam, Kyung-pil (* 1965), südkoreanischer Politiker
- Nam, Leonardo (* 1979), argentinisch-australischer Schauspieler
- Nam, Sae Woo (* 1970), US-amerikanischer Physiker
- Nam, Song-chol (* 1982), nordkoreanischer Fußballspieler
- Nam, Su-hyeon (* 2005), südkoreanische Bogenschützin
- Nam, Su-il (1912–1972), japanisch-südkoreanischer Gewichtheber
- Nam, Sung-yong (1912–2001), koreanischer Marathonläufer, der für Japan startete
- Nam, Tae-hee (* 1991), südkoreanischer Fußballspieler
- Nam, Yun-jae (* 2001), südkoreanischer Fußballspieler

### Nama
- Namah, Belden, papua-neuguineischer Politiker
- Namaika, Angélique (* 1967), Nonne und Flüchtlingshelferin in der Demokratischen Republik Kongo
- Namajunas, Rose (* 1992), US-amerikanische KampfsportlerinRose Namajunas (* 1992)

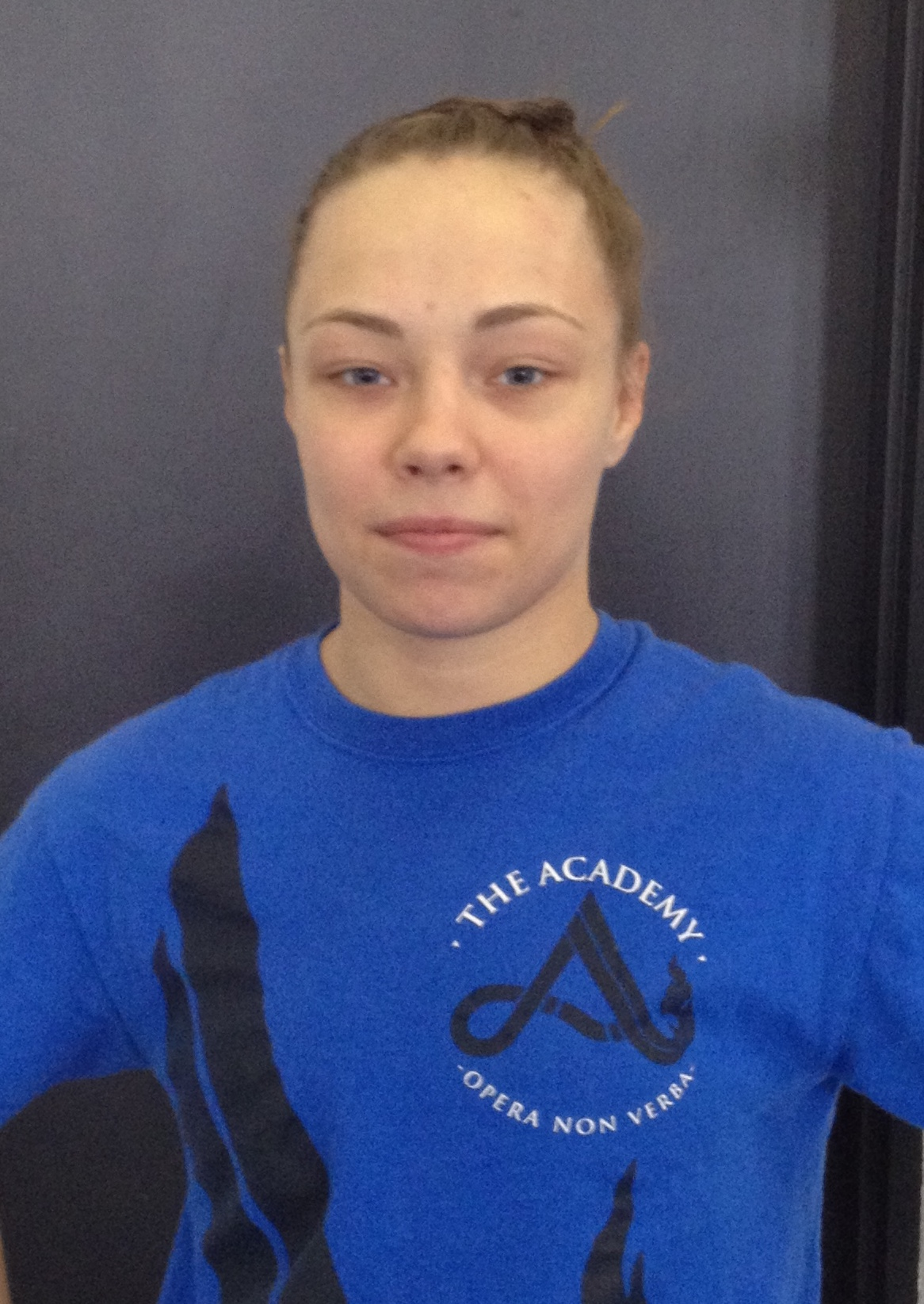
Rose Namajunas (* 1992)

- Namal, Özgü (* 1978), türkische Schauspielerin
- Namaliu, Rabbie (1947–2023), papua-neuguineischer Politiker
- Namane, Tello (* 1974), lesothischer Leichtathlet
- Namangani, Juma (1968–2001), usbekischer militanter Dschihadist
- Namanzah Niyiring, John (* 1960), nigerianischer Ordensgeistlicher, römisch-katholischer Bischof
- Namashulua, Carmelita (* 1962), mosambikanische Pädagogin und Politikerin (FRELIMO)
- Namata, Adamou (* 1954), nigrischer Manager und Politiker
- Namath, Joe (* 1943), US-amerikanischer American-Football-Spieler
- Namatjira, Albert (1902–1959), australischer Künstler
- Namatjira, Vincent (* 1983), australischer Künstler und Maler
- Namavičius, Andrius (* 1968), litauischer Verwaltungsjurist und Diplomat
- Namavičius, Zenonas (1943–2019), litauischer Rechtshistoriker, Richter
- Namazi, Koroush (* 1959), iranisch-deutscher Maler
- Namazie, Maryam (* 1966), iranische Bürgerrechtlerin
- Namazuta, Taiyō (* 1999), japanischer Fußballspieler

### Namb
- Namba, Hiroaki (* 1982), japanischer Fußballspieler
- Namba, Taeko, japanische Tischtennisspielerin
- Namba, Yasuko (1949–1996), japanische BergsteigerinYasuko Namba (1949–1996)

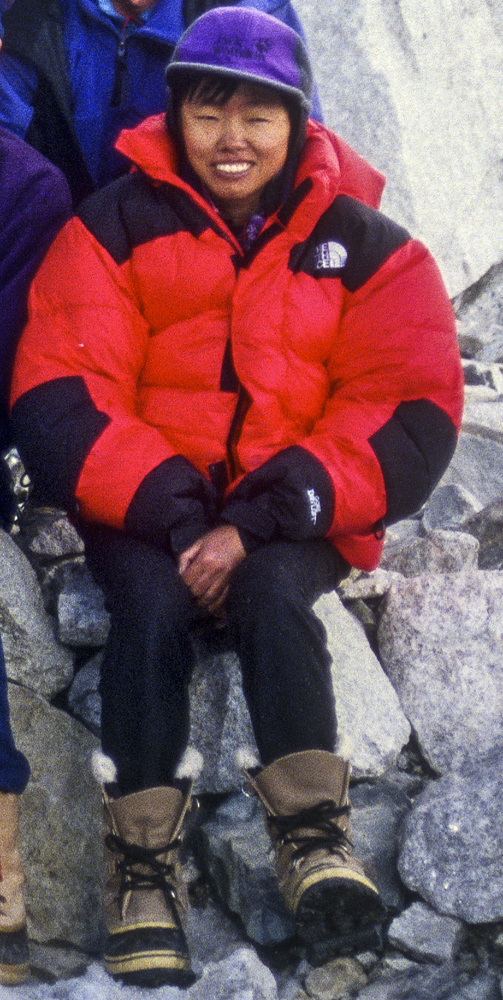
Yasuko Namba (1949–1996)

- Nambala, Johannes (* 1991), namibischer Läufer und paralympischer Athlet
- Nambara, Shigeru (1889–1974), japanischer Politikwissenschaftler
- Nambawa, Sarah (* 1985), ugandische Leichtathletin
- Namberger, Hannes (* 1989), deutscher Trail- und Ultraläufer
- Namberger, Peter (* 1963), deutscher Skirennläufer
- Nambi, José (1949–2022), angolanischer Geistlicher und römisch-katholischer Bischof von Kwito-Bié
- Nambiar, A. C. Narayanan (1896–1986), indischer Journalist und Diplomat
- Nambisan, Kavery (* 1947), indische Schriftstellerin und Ärztin
- Namboodiripad, E. M. Sankaran (1909–1998), indischer Politiker und Chief Minister Keralas
- Nambooze, Josephine (* 1930), ugandische Medizinerin und Hochschullehrerin
- Nambu, Chūhei (1904–1997), japanischer Leichtathlet und Olympiasieger
- Nambu, Kenzō (* 1992), japanischer Fußballspieler
- Nambu, Kijirō (1869–1949), Offizier in der Kaiserlich Japanischen Armee
- Nambu, Yōichirō (1921–2015), US-amerikanischer Physiker japanischer HerkunftYōichirō Nambu (1921–2015)

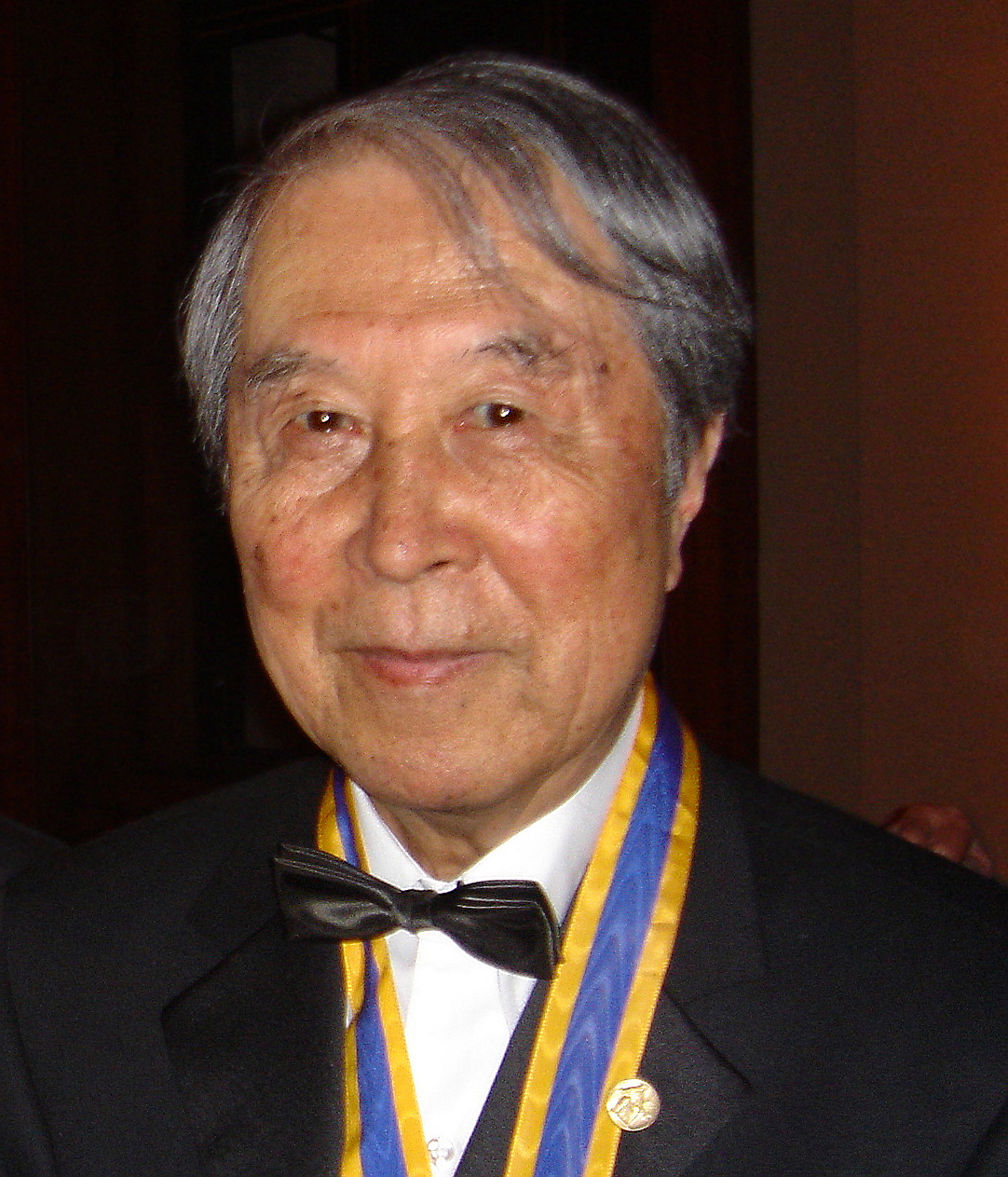
Yōichirō Nambu (1921–2015)

### Namd
- Namdag, Donrowyn (1911–1984), mongolischer Schriftsteller
- Namdak, Tenzin (1925–2025), tibetischer Bön-Meister, Gastprofessor für Bön-Religion an diversen europäischen Universitäten und Buchautor
- Namdakow, Daschi Balschanowitsch (* 1967), russischer Bildhauer
- Namdar, Faruk (* 1974), türkischer Fußballspieler
- Namdev (1270–1350), indischer Dichter und Mystiker
- Namdhari, Sukhvinder Singh (* 1965), indischer Tablaspieler
- Namdjou, Mahmoud (1918–1990), iranischer Gewichtheber
- Namduun, Dsorigoogiin (* 1997), mongolische Sportschützin

### Name
- Name, Billy (1940–2016), US-amerikanischer Fotograf und Filmemacher
- Name, Moustapha (* 1995), senegalesischer Fußballspieler
- Namekawa, Maki, japanische PianistinMaki Namekawa
- Nameless, Hugo (* 1998), deutscher Rapper

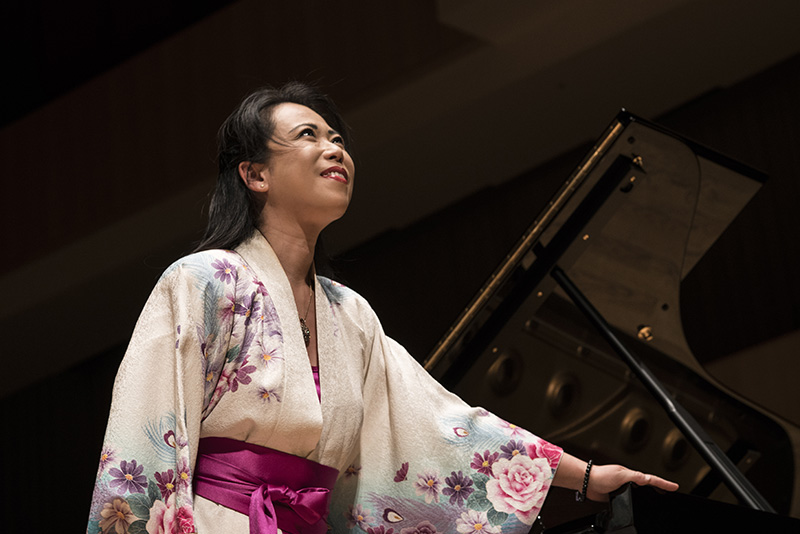
Maki Namekawa

- Namendorff, August († 1933), deutscher Unternehmer und Kunstsammler
- Namendorff, Wilhelm (1880–1956), deutscher Leichtathlet, Fußballspieler und Sportfunktionär
- Namens, Lütke (1497–1574), deutscher Theologe und Franziskaner, der gegen die Reformation Streitschriften verfasste
- Namesnik, Eric (1970–2006), US-amerikanischer Schwimmer
- Namestnikow, Wladislaw Jewgenjewitsch (* 1992), russischer Eishockeyspieler
- Nametak, Alija (1906–1987), bosnischer Schriftsteller
- NameVorname (* 2002), singapurischer Fußballspieler

### Namg
- Namgoong, Min (* 1978), südkoreanischer SchauspielerNamgoong Min (* 1978)

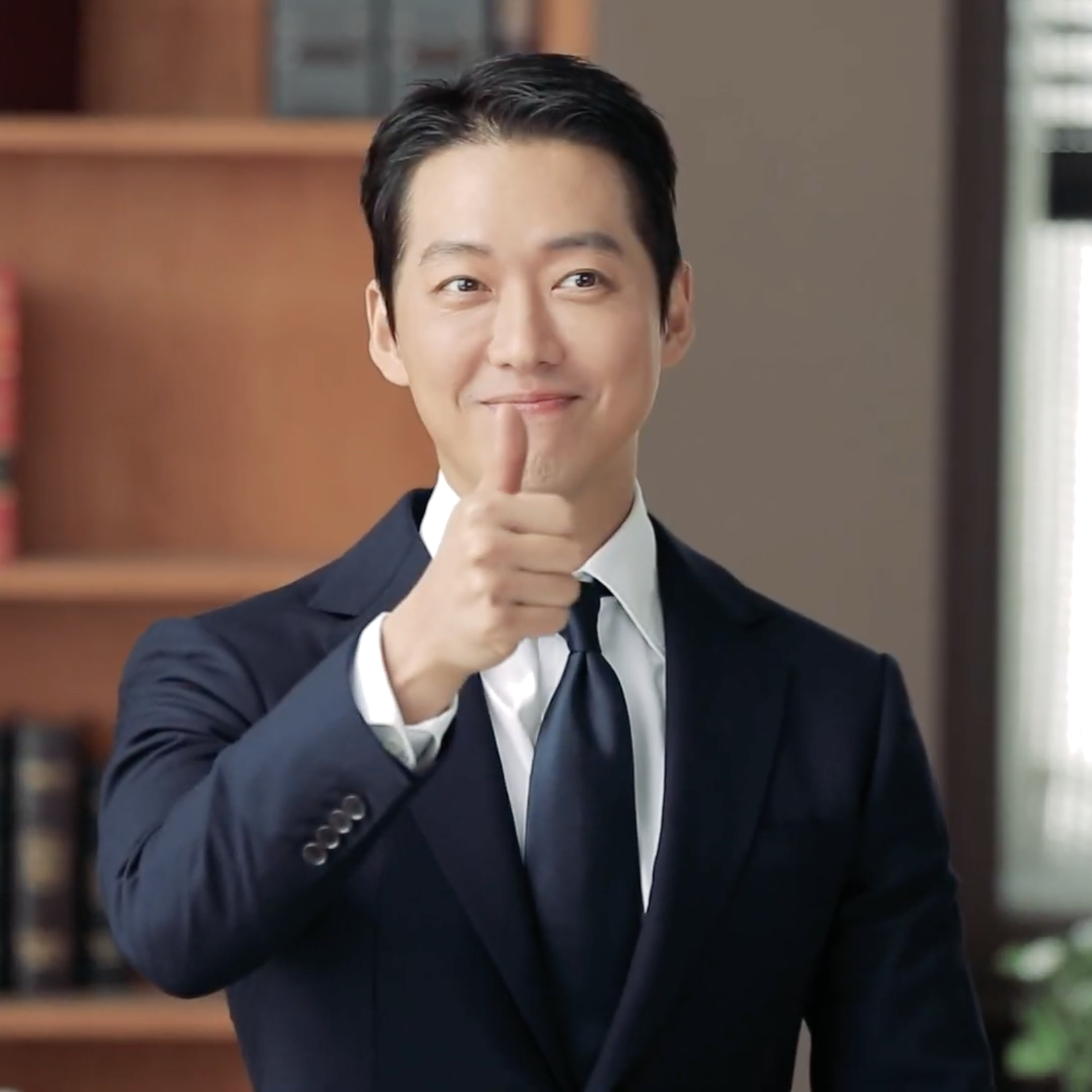
Namgoong Min (* 1978)

- Namgyal, Tashi (1893–1963), Chogyal-Herrscher in Sikkim
- Namgyal, Tenzing, Chogyal-könig von Sikkim (1780–1793)
- Namgyal, Thutob (1860–1914), Chogyal-König in Indien
- Namgyal, Tsugphud (1785–1863), Chogyal-König von Sikkim
- Namgyal, Wangchuk (* 1953), 13. Chögyal von Sikkim, Thronprätendent
- Namgyel Pel Sangpo, Kaiserlicher Lehrer (dishi)
- Namgyel, Ngawang (* 1998), bhutanischer Judoka
- Namgyel, Shabdrung Ngawang (1594–1651), Gründer Bhutans

### Nami
- Nami, Ahmad (1873–1962), syrischer Premierminister und Präsident
- Namias, Giacinto (1810–1874), italienischer Mediziner
- Namias, Jerome (1910–1997), US-amerikanischer Meteorologe
- Namier, Lewis (1888–1960), englischer Historiker
- Namieśnik, Jacek (1949–2019), polnischer Ingenieur und Hochschullehrer, Rektor der Technischen Universität Danzig
- Namigata, Junri (* 1982), japanische Tennisspielerin
- Namık Kemal (1840–1888), türkischer Autor
- Namika (* 1991), deutsch-marokkanische SängerinNamika (* 1991)

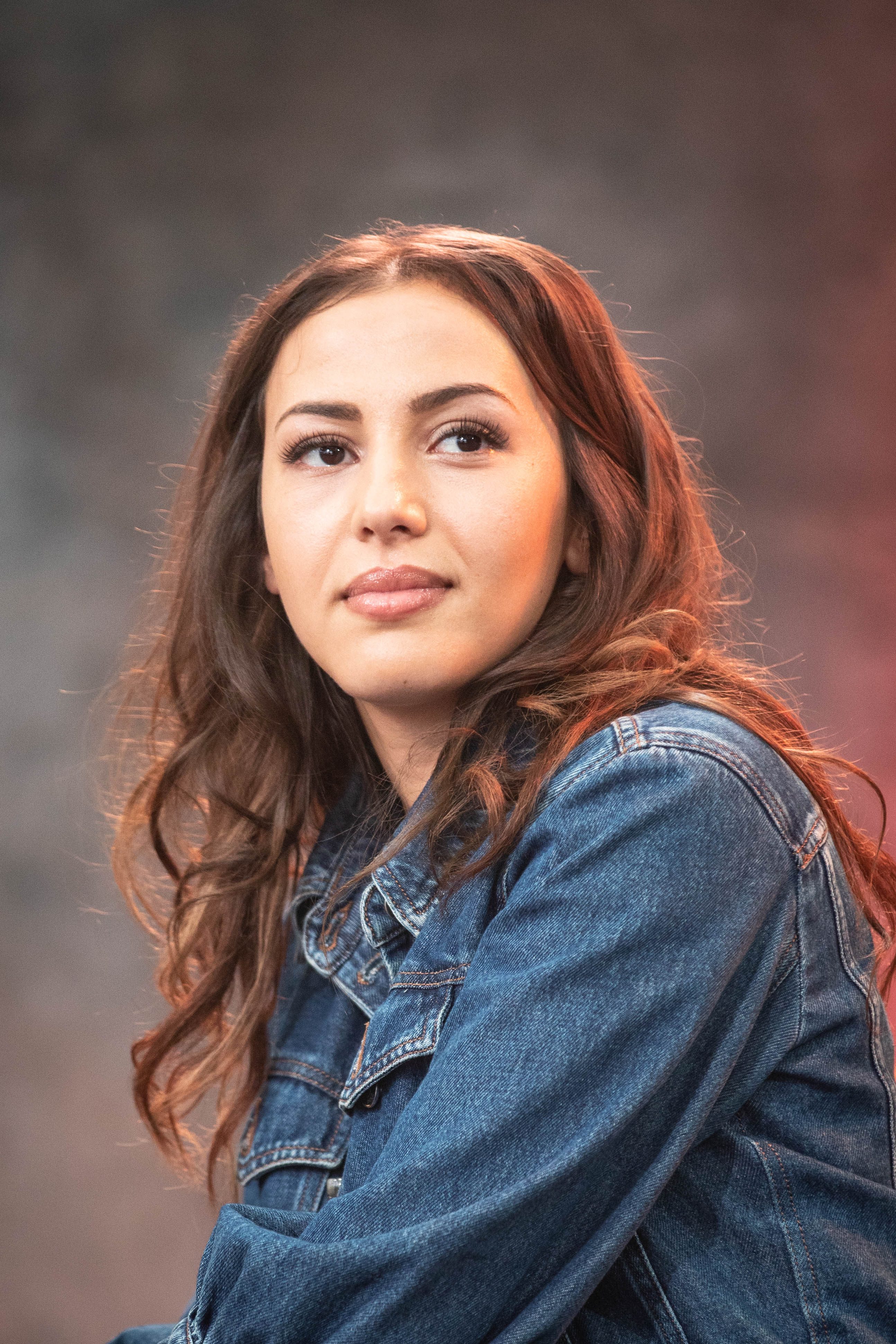
Namika (* 1991)

- Namikawa, Banri (1931–2006), japanischer Fotograf
- Namikawa, Daisuke (* 1976), japanischer Synchronsprecher (Seiyū) und Schauspieler
- Namiķe, Anete (* 2002), lettische Beachvolleyballspielerin
- Namiki Gohei I. (1747–1808), japanischer Kabukischauspieler und -autor
- Namiki, Nobuhiro, japanischer Badmintonspieler
- Namiki, Shōzō I. (1730–1773), japanischer Kabuki- und Bunrakuautor
- Namiki, Sōsuke (1695–1751), japanischer Schriftsteller
- Namikoshi, Tokujirō (1905–2000), japanischer Begründer der Shiatsu-Therapie
- Namilt (I.), Herrscher von Herakleopolis
- Namilt (II.), Hohepriester des Amun in Theben
- Namilt (III.), Herrscher von Hermopolis
- Namingha, Dan (* 1950), US-amerikanischer Hopi-Künstler
- Namir, Mordechai (1897–1975), israelischer Politiker
- Namir, Ora (1930–2019), israelische Politikerin und Diplomatin
- Namises, Rosa (* 1958), namibische Politikerin und Menschenrechtsaktivistin

### Namj
- Namjoo, Mohsen (* 1976), iranischer Sänger und Songwriter, Autor, Musiker und Setarspieler
- Namjotkin, Sergei Semjonowitsch (1876–1950), russischer Chemiker

### Namk
- Namkhai Norbu (1938–2018), tibetischer Autor, Historiker und Dzogchen-Meister

### Naml
- Namlı, Erhan (* 1974), türkischer Fußballspieler
- Namli, Younes (* 1994), dänischer Fußballspieler
- Namling, Loten (* 1963), tibetischer Sänger und Musiker, im Schweizer Exil

### Namm
- Nammakhoth, Outthilath (* 1996), laotischer Fußballspieler
- Nammeius, helvetischer Adliger
- Nammius Maternus, römischer Offizier (Kaiserzeit)
- Nammonius Mussa, antiker römischer Toreut oder Goldschmied

### Namo
- Namokel, Karl (1927–1988), deutscher Politiker (SED), MdV und FDJ-Vorsitzender
- Namoloh, Charles (* 1950), namibischer Politiker (SWAPO)
- Namora, Fernando (1919–1989), portugiesischer Schriftsteller
- Namorado, Maria Lúcia Vassalo (1909–2000), portugiesische Schriftstellerin, Dichterin, Journalistin, Aktivistin und Herausgeberin
- Namoro, Rusiate (* 1966), fidschianischer Rugbyspieler
- Namosh (* 1981), deutscher Musiker, Sänger, Performance-Künstler, Schauspieler und DJ kurdischer Abstammung
- Namouchi, Hamed (* 1984), tunesischer Fußballspieler

### Namp
- Nampeyo (1856–1942), Töpferin der Hopi-Indianer
- Namphanion, christlicher Märtyrer und Heiliger
- Namphy, Henri (1932–2018), haitianischer Politiker, Präsident von Haiti
- Nampiandraza, Hamada (* 1984), madagassischer Fußballschiedsrichter
- Nampitjin, Eubena (1921–2013), australische Künstlerin
- Nampo, Jōmyō (1235–1309), japanischer buddhistischer Priester der Rinzai-Richtung
- Nampudakam, Jacob (* 1955), indischer Ordensgeistlicher, Generalrektor der Pallottiner

### Nams
- Nämsch, Friedrich (1909–1992), deutscher Lokalpolitiker (SPD); Oberbürgermeister von Hildesheim
- Namsrai, Tserendashiin (1939–1990), mongolischer Politiker
- Namsraidschaw, Tsegmidiin (1926–1987), mongolischer Komponist
- Namsuwan, Kritsada (* 1994), thailändischer Sprinter
- Namszanowski, Franz Adolf (1820–1900), Armeebischof in Preußen

### Namt
- Namtchylak, Sainkho (* 1957), russische SängerinSainkho Namtchylak (* 1957)

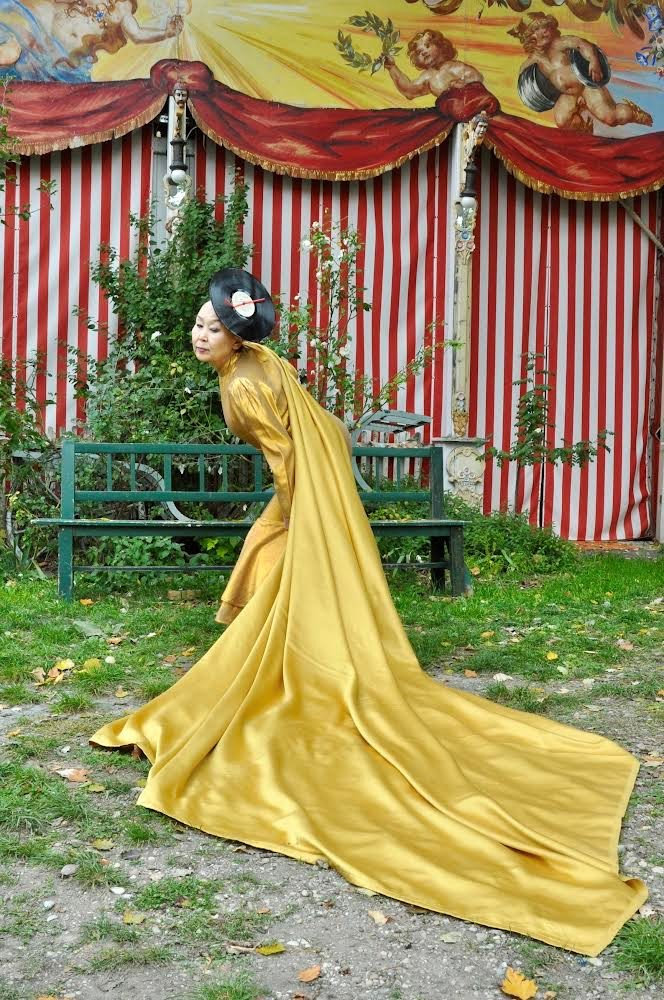
Sainkho Namtchylak (* 1957)

- Namtvedt, Bo André (* 1967), norwegischer Radrennfahrer

### Namu
- Namudai Sechen Khan († 1607), Herrscher der Mongolen
- Namugala, Catherine (* 1966), sambische Politikerin
- Namulambe, Gabriel (* 1967), sambischer Politiker, Minister für Sport, Jugend- und Kindesentwicklung
- Namuncurá, Zefyrinus (1886–1905), Seliger der Don-Bosco-Familie
- Namur, Jos (1823–1892), luxemburgischer Apotheker
- Namuth, Hans (1915–1990), amerikanischer Fotograf und Filmemacher deutscher Herkunft
- Namuth, Walt (1942–2011), US-amerikanischer Jazzmusiker (Gitarre)

### Namw
- Namwandi, David (* 1954), namibischer Politiker und Minister

### Namy
- Namysłowski, Jacek (* 1982), polnischer Jazzmusiker (Posaune, Komposition)
- Namysłowski, Zbigniew (1939–2022), polnischer Jazzmusiker